# Pagrus pagrus
Pagrus pagrus (L.), popularmente conhecido como pargo e calunga, é uma espécie de peixe da família Sparidae. Ocorre no Mar Mediterrâneo e na costa da América. Possui coloração vermelha, com pontos azuis esparsos e nadadeiras amarelas. Alimenta-se de crustáceos e moluscos. Sua carne é apreciada pelo homem.

## Etimologia
"Pargo" é originário do termo grego phágros, através do termo latino pagru.

## Ocorrência
Pode ser encontrada nos seguintes países: Albânia, Antilhas Holandesas, Argélia, Argentina, Aruba, Belize, Brasil, Cabo Verde, Chipre, Colômbia, Costa Rica, Croácia, Egipto, Eslovénia, Espanha, Estados Unidos da América, França, Guiana Francesa, Gabão, Gibraltar, Grécia, Guatemala, Guiana, Honduras, Israel, Itália, Líbano, Líbia, Malta, México, Mónaco, Marrocos, Montenegro, Nicarágua, Panamá, Portugal, Reino Unido, São Tomé e Príncipe, Senegal, Sérvia, Síria, Suriname, Trinidad e Tobago, Tunísia, Uruguai e Venezuela.